# Федеральне агентство з атомної енергії

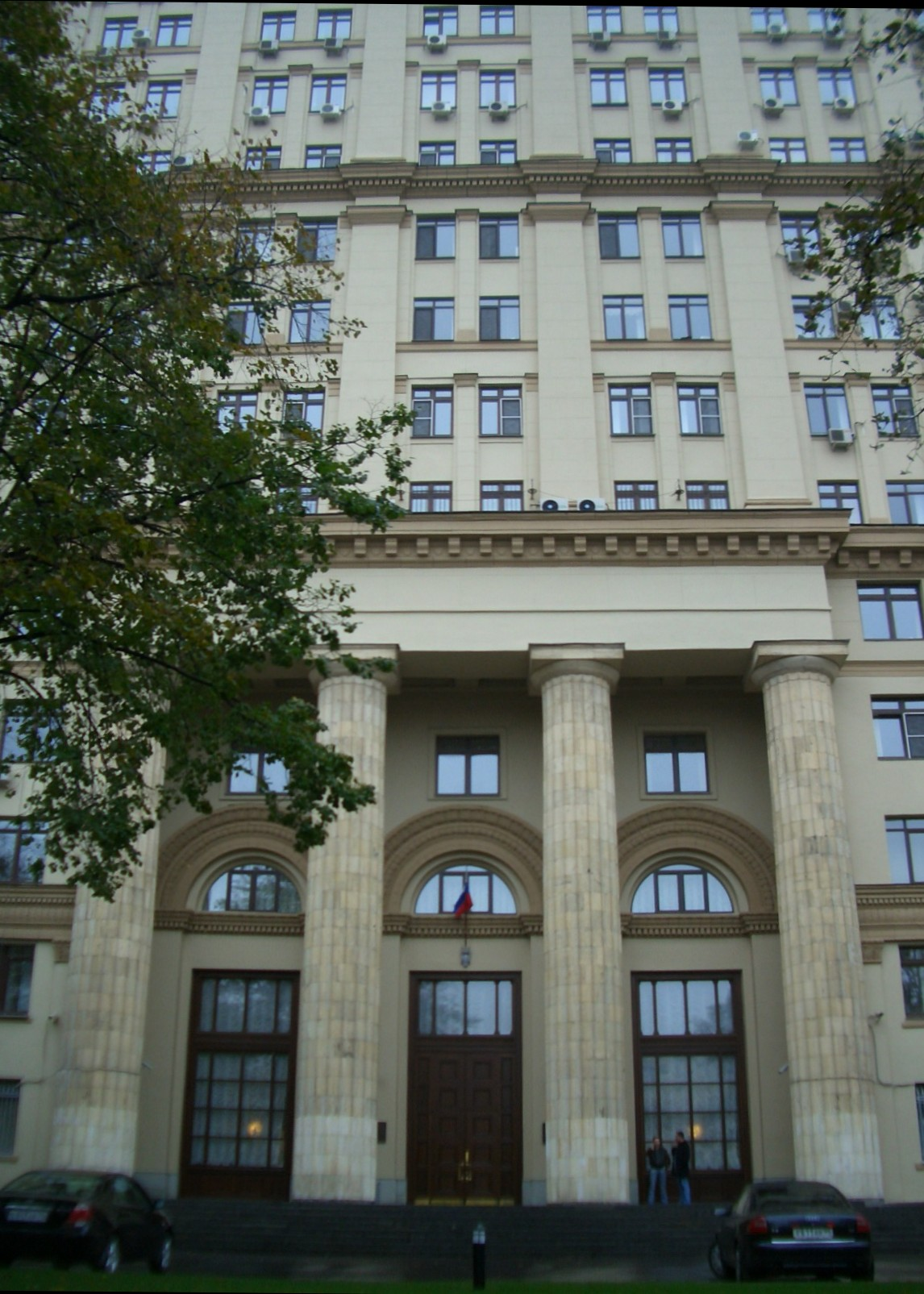
Будівля Федерального агентства з атомної енергії (Москва, вул. Велика Ординка, 24/26)

Федеральне агентство з атомної енергії (Росатом) — у 2004—2008 роках федеральний орган виконавчої влади Росії, що здійснював функції з управління атомною галуззю промисловості Росії. Засновано 9 березня 2004 наказом Президента Росії № 314 «Про систему та структуру федеральних органів виконавчої влади» на базі скасованого Міністерства Російської Федерації з атомної енергії.
підпорядковується безпосередньо Уряду. За часів існування СРСР міністерство, правонаступником якого можна вважати Росатом, в цілях секретності носило назву Міністерства середнього машинобудування СРСР.
«Росатому» були підвідомчі:
- наукові центри й інститути,
- підприємства ядерно-збройового циклу,
- ФГУП «Росенергоатом» (об'єднує атомні електростанції Росії),
- ФГУП «Техпостачекспорт» (експорт ядерних матеріалів та палива),
- ЗАТ «Атомбудекспорт» (будівництво АЕС за кордоном)
- ВАТ «ТВЕЛ» (виробництво ядерного палива).

«ТВЕЛ» володіє:
- видобувними уран підприємствами (Приаргунське гірничо-хімічне об'єднання та ін.),
- виробниками ядерного палива («Машзавод» у місті Електросталь та ін.)
- рядом інфраструктурних підприємств.

Останнім керівником агентства був Сергій Кирієнко. З березня 1998 по березень 2001 агентство очолював Євген Адамов, що став фігурантом скандалу у зв'язку із затриманням в травні 2005 у Швейцарії за запитом США.
У 2007 між ректоратом Нижньогородського державного технічного університету та Росатомом досягнуто домовленості про те, що техуніверситет стане базовим вузом з підготовки фахівців з розробки та експлуатації плавучих АЕС.
У жовтні 2007 Президент Росії Володимир Путін вніс до Держдуми проект федерального закону «Про Державну корпорацію з атомної енергії» Росатом"".
Держкорпорація створюється шляхом реорганізації Федерального агентства з атомної енергії (Росатом) і буде носити ту ж назву.
1 грудня 2007 були підписані Федеральні закони № 317-ФЗ «Про Державної корпорації з атомної енергії» Росатом "" та № 318-ФЗ
"Про внесення змін в окремі законодавчі акти Російської Федерації у зв'язку з прийняттям Федерального закону « Про Державну корпорацію з атомної енергії „ Росатом“»
Агентство скасовано Указом Президента Російської Федерації від 20 березня 2008 № 369 «Про заходи щодо створення Державної корпорації з атомної енергії „ Росатом“»